# Готовальня

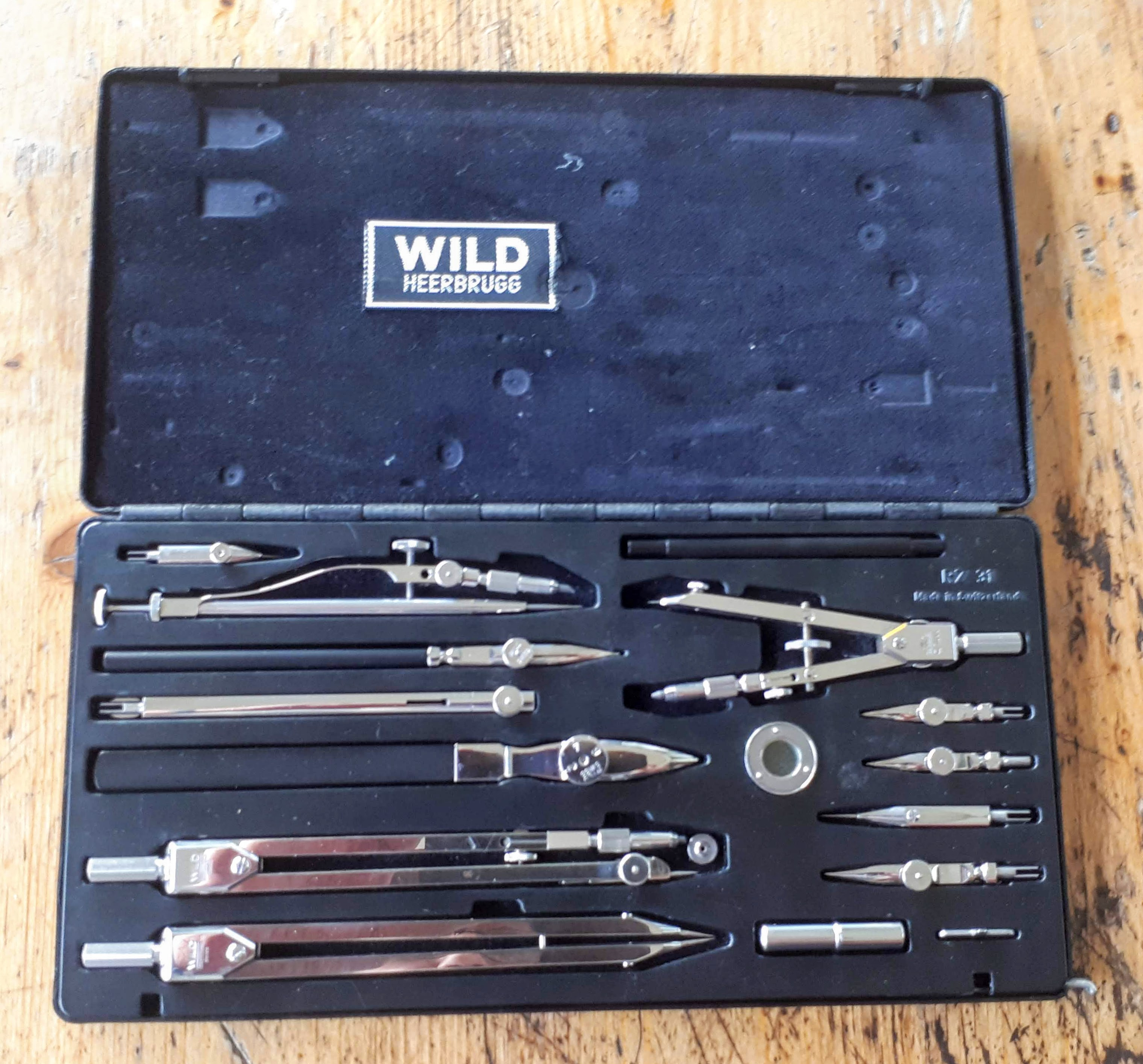
Готовальня

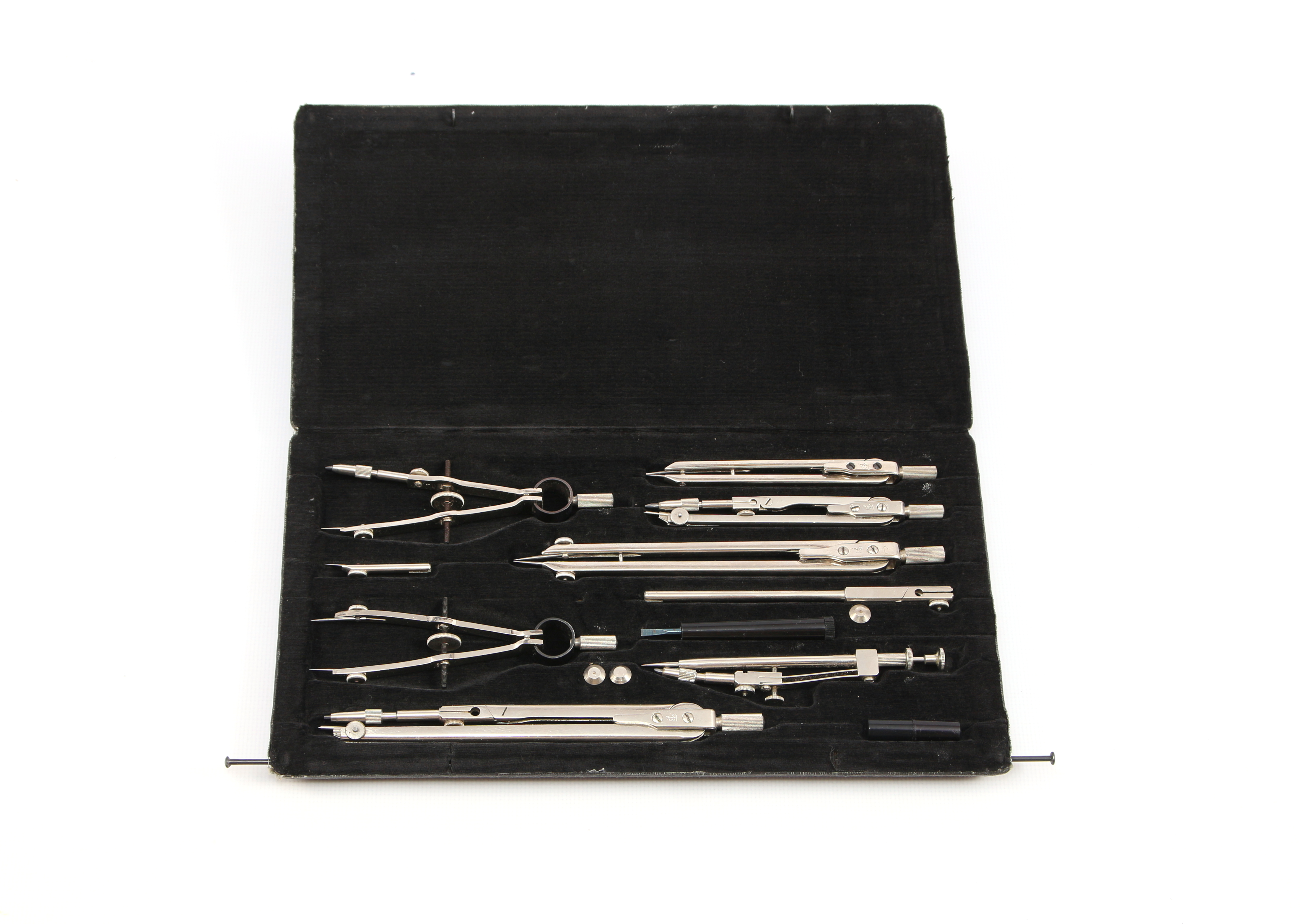
Готовальня КБ-Л производства завода «Готовальня», город Москва. Циркули фрезерованные

Готова́льня (пол. gotować sie «готовиться, приготовляться») — чертёжный прибор, набор чертёжных инструментов, заключённый в специальный футляр.

## История
До появления компьютерных систем автоматизированного проектирования чертежи выполнялись на бумаге; различные инструменты, входящие в состав готовальни, использовались для построения новых чертежей и измерения длин и углов на уже выполненных. Помимо универсальных готовален, выпускались специализированные готовальни, предназначенные для определённых работ; в Союзе ССР различные модели готовален обозначались соответственно индексами У (универсальные), КБ и КМ (конструкторские), К (копировочные) и Ш (для школьных работ). Ранее в литературе употреблялись словосочетания — чертёжная готовальня, чертёжный припас.

## Комплектация и назначение инструментов
В готовальню, как правило, входят: циркуль, рейсфедер — чертёжное перо, транспортир (ранее), линейка (ранее), чертёжный кронциркуль, разметочный кронциркуль, пропорциональный циркуль и другие инструменты.
На примере имеющей наиболее полный набор готовальни У15:
- разметочный циркуль большой и малый (для разметки линейных размеров 0,5—200 мм и 0,5—100 мм соответственно),
- кронциркуль разметочный (для точной разметки линейных размеров 0,3—40 мм),
- чертёжный циркуль большой и малый (для вычерчивания окружностей диаметром 2—300 мм и 2—200 мм),
- ножка карандашная и рейсфедер к чертёжному циркулю,
- удлинитель к чертёжному циркулю (для вычерчивания дуг и окружностей диаметром до 450 мм),
- кронциркуль чертёжный падающий (для вычерчивания окружностей диаметром 0,6—12 мм),
- ножка карандашная и рейсфедер к падающему кронциркулю,
- рейсфедер линейный средний и малый (для проведения тушью линий толщиной 0,15—1,2 мм и 0,1—1 мм соответственно),
- ручка-удлинитель (для использования как карандаш или рейсфедер; также пенал для игл и графитных стержней),
- отвёртка-пенал,
- центрик (для предохранения от увеличения прокола бумаги при проведении окружностей).